# Tschastuschka
Die Tschastuschka (russisch Частушка, wiss. Transliteration Častuška, auch Chastushka; Pl. Tschastuschki / частушки / wiss. Transliteration Častuški / Chastushki) ist ein kurzes russisches Volksgedicht oder -lied in einer traditionell russischen poetischen Form, häufig ein augenzwinkernder Stegreifvierzeiler als Spott- oder Scherzlied (bzw. -gedicht). Als ihr Hauptzweck wurde die „Verbalisierung einer ausdrucksstarken Reaktion auf eine reale Alltagssituation“ bezeichnet.

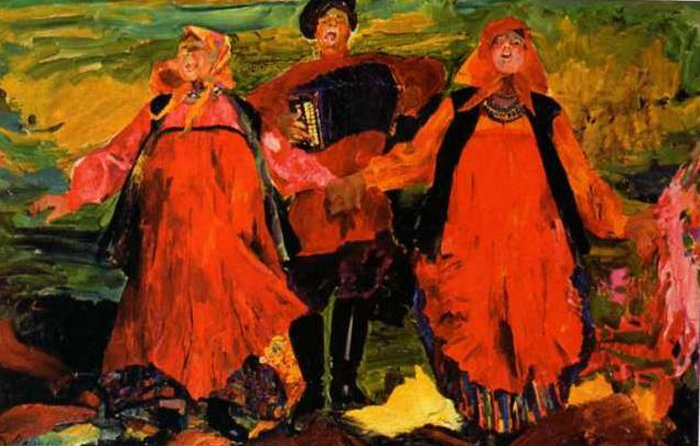
Russische Bauersleute, gemalt von Maljawin

Die meist humorvollen, ironischen oder satirischen Tschastuschki wurden vor allem in der zweiten Hälfte des 19. Jahrhunderts populär und fanden eine große Verbreitung. Ursprünglich hatten sie hauptsächlich amourösen Inhalt, später waren sie oft humorvoll und satirisch, in der Sowjetzeit oft propagandistisch. Das Genre ist bis heute in verschiedenen Variationen beliebt. Die Tschastuschki zeichnen sich durch ein reiches Vokabular und große Ausdruckskraft aus, bisweilen mit einem saftigen und deftigen Vokabular, das oft von den Vorgaben der Literatursprache abweicht.

## Form
Eine Tschastuschka besteht normalerweise aus vier Zeilen. Metrisch handelt es sich um einen einzelne Vierzeiler im trochäischen Tetrameter. Es hat in der Regel eine Reimstruktur ABAB, ABCB seltener AABB, womit es dem Limerick, einer vor allem in England beliebten poetischen Form, sehr nahe kommt (letzterer hat eine Reimstruktur von AABBA). Das Wort Tschastuschka leitet sich vom russischen Wort tschasty (russisch частый, wiss. Transliteration častyj) ab, was „häufig“  bedeutet, was wahrscheinlich darauf aufmerksam macht, dass sie oft gesungen wurde. Es ist aber auch möglich, dass es mit der zweiten Bedeutung des Wortes zusammenhängt, nämlich „schnell“ (частить), was sich auf den schnellen Gesang der Tschastuschka beziehen würde. In Liedform wird die Tschastuschka meist von einem Garmon (einem traditionellen russische Knopfakkordeon) oder einer Balalaika (einer russischen dreisaitigen Langhalslaute) begleitet, auf dem Land gelegentlich auch von einem Schlagbalken baraban.
Viele Tschastuschki dienten Komponisten als Vorlage für Vertonungen oder als Überschriften für (klassische) Kompositionen und Lieder.
Dem Artikel von S. G. Lasutin (1919–1993) in der Kurzen literarischen Enzyklopädie (KLE) – einem der besten Nachschlagewerke zur russischen Literatur aus der Spätzeit der Sowjetunion – zufolge erweckten die Tschastuschki gleich nach ihrem Erscheinen das rege Interesse der literarischen Öffentlichkeit. Die demokratischen Schriftsteller der 1860er–1870er Jahre (N. W. Uspenski, A. I. Lewitow, F. M. Reschetnikow) waren die ersten, die die Tschastuschki in ihren Werken wiedergaben und darin einen leuchtenden Ausdruck der nationalen Gefühle fanden. G. I. Uspenski widmete diesem Genre einen speziellen Artikel und führte den Begriff Tschastuschka in die Literatur ein. Meisterhaft verwendet wurden Tschastuschki in den Arbeiten von Alexander Blok und Sergei Jessenin. Bemerkenswerte Beispiele für die literarische Verarbeitung dieser Folkloregattung lieferten Demjan Bedny, Wladimir Majakowski, Alexander Twardowski, A. A. Prokofjew und andere sowjetische Dichter.

Die Autorin Tamara Ivanova hält fest: 

„Ihren dörflichen Charakter, die Behandlung von Alltagsthemen bis hin zum Kritischen, ihr politisch-subversives Potential haben die Tschastuschki seitdem [d.h. seit Ende des 19. Jahrhunderts] beibehalten und [wurden] zu Zeiten der Sowjetdiktatur nicht selten auch in Richtung des Dissidenten, von der herrschenden Kultur Verfemten hin ausgebaut.“

Es wurde bereits angemerkt, dass die „meist von ungezogenen russischen Jugendlichen“ aufgeführten Tschastuschki zu übersetzen ein schwieriger Balanceakt sei.
In der Zeit der Samisdat-Literatur während des Zerfalls der Sowjetunion setzte man sich in der Form von Tschastuschki oft auf ätzende Weise mit den herrschenden Zuständen auseinander (weshalb einige markige Sammlungen bevorzugt im Ausland erschienen):
Der sowjetisch-israelische Autor Julius Telessin stellt vielen Abschnitten seiner berühmten politischen Witzesammlung 1001 anekdot Tschastuschki voran.
Aus dem von W. Kabronskij erstellten Tschastuschki-Sammelband Nepodzensurnaja russkaja tschastuschka (Неподцензурная русская частушка) stammt das von dem Literaturwissenschaftler Juri Malzew in seiner Literaturgeschichte des Samisdats in der Sowjetunion angeführte Beispiel:
Rundum schön ist unser Banner:

Links die Sichel, rechts der Hammer.

Ob du erntest oder haust,

Es kommt eh bloß Scheißdreck raus.
Igor Guberman liefert in einigen seiner an Tschastuschki angelehnten Dichtungen eine ungeschminkte Darstellung des sowjetischen Alltags.
Die Tschastuschka sind in Form und Inhalt den bayerisch-österreichischen Gstanzl ähnlich.

## Sammlungen
Es existiert eine nur schwer überschaubare große Anzahl von Tschastuschki-Sammlungen, wovon im Folgenden nur einige willkürlich herausgegriffene Beispiele genannt werden (zu den älteren, vgl. den Artikel Tschastuschka in der KLE).
- Rozhdestvenskaia, N. I. und S. S. Zhislinaia (Hrsg.): Russkie chastushki (Russische Tschastuschki). Moscow: Izdatelstvo Khudozhestvennoi Literatury 1956
- W. Kabronskij (Hrsg.): Nepodzensurnaja russkaja tschastuschka (Der unzensierte russische Spottvers), Isd. Russika, New York, 1978
- Vladimir Kozlovski (Hrsg.): Nowaja nepodzensurnaja tschastuschka (russisch Новая неподцензурная частушка, wiss. Transliteration Novaja nepodcenzurnaja častuška; Neue unzensierte Tschastuschki). Russica Publishers, New York 1982, ISBN 0-89830-046-0
- Vladimir Bahtin (Hrsg.): Chastushka. Sovetskii Pisatel', 1966 (Библиотека поэта. Большая серия / Biblioteka poeta. Bol'saja serija: 2. izd.)
- Bokov, V. (В. Боков): Russkaia chastushka / Русская частушка. Sovetskiy Pisatel, Leningrad, 1950, Ред. А. Прокофьев и Л. Шептаев. 1950 (Библиотека поэта. Малая серия[16])
- V. S. Bahtin (Hrsg.): 1000 Chastushek Leningradskoi Oblasti (1000 Tschastuschki aus der Oblast Leningrad). Lenizdat, 1968.
- Simakow, Wassili: Новейшие деревенские частушки про войну, немцев, казаков, монополию, рекрутчину и т. д., собранные В.И. Симаковым / [Василий Иванович Симаков]. - Ярославль : тип. К.Ф. Некрасова, 1915. - 32 стб.; 18. search.rsl.ru
- В. Б. Лехно: Солдатские частушки, записанные со слов раненых (Soldaten-Tschastuschki, aufgezeichnet aus den Worten der Verwundeten). М.: Типография Сытина, 1915 * (In dieser Sammlung von W. B. Lechno sind Tschastuschki und Lieder (частушки и песни) von russischen Soldaten, die das Vaterland während des Ersten Weltkriegs verteidigten, enthalten. Das Material spiegelt die Stimmungen und Gefühle der Soldaten, ihre Haltung gegenüber dem Feind, den Krieg und ihre Rolle darin wider.)